# Warren H. Schmidt
Warren Harry Schmidt (* 10. November 1920 in Detroit, Michigan; † 24. März 2016 in Walnut Creek, Kalifornien) war ein US-amerikanischer Organisationsforscher und Drehbuchautor. Bekannt wurde er durch seine gemeinsam mit Robert Tannenbaum verfassten Artikel How to Chose a Leadership Pattern (HBR, 1958) und Management of Differences (HBR, 1960) sowie durch das Drehbuch zu dem Oscar-prämierten Film Is It Always Right to Be Right?.

## Leben
Nach einem Bachelor in Journalismus von der Wayne State University in Detroit wechselte Schmidt an das Concordia Seminary in St. Louis, wo er zum lutheranischen Pfarrer ordiniert wurde. Anschließend promovierte er an der Washington University in Psychologie.
Nach seinem Studium begann Schmidt zu lehren und konzentrierte sich auf Organisationspsychologie. Er lehrte bis zu seiner Emeritierung an der University of California und der University of Southern California. Neben der Lehre arbeitete er auch als Consultant und Unternehmensberater für große und bekannte Unternehmen.
Schmidt lehrte an der Anderson School of Management, wo er auf Robert Tannenbaum traf. Mit diesem gemeinsam veröffentlichte er zwei der einflussreichsten Artikel in der Geschichte der Harvard Business Review.

## Drehbuch
Nach Aussagen von Schmidts häufiger Koautorin Barbara J. Gallagher setzte sich Warren Schmidt 1969 zu seiner morgendlichen Schreibroutine. Das Ergebnis dieses Morgens war eine Parabel, die sich mit der zerrissenen Welt seiner Zeit auseinandersetzte, mit der Gegenkultur der 1960er, der Frauenbewegung, der Bürgerrechtsbewegung und natürlich dem Vietnamkrieg. Schmidts Parabel wurde in der Sonntagsausgabe der Los Angeles Times am 9. November 1969 veröffentlicht und erregte das Interesse der Nation. Zustimmung erhielt Schmidt aus dem gesamten politischen Spektrum Amerikas, von Senator Ted Kennedy bis zu Vizepräsident Spiro Agnew.
Bald bemühten sich verschiedene Produzenten um die Filmrechte an der Parabel. Den Zuschlag erhielt Stephen Bosustow. Basustow machte einen Kurzfilm aus der Parabel mit einem Vortrag von Orson Welles. Der Film gewann den Oscar 1971 für die beste Kurzfilm-Animation. Dieses Script eröffnete Schmidt ein weiteres Betätigungsfeld und er übernahm die Beratung zu Filmen, die der Ausbildung und Verbesserung von Verhalten in Organisationen zum Ziel hatten.

## Schriften

### Artikel
- 1957, How to Chose a Leadership Pattern, mit Robert Tannenbaum
- 1960, Management of Differences, mit Robert Tannenbaum

### Bücher
- 1973,  A continuum of consultancy styles, mit Arthur V. Johnston
- 1983, Managerial values in perspective, mit Barry Z. Posner
- 1992, A Race Without a Finish Line, mit Jerome P. Finnigan
- 1993, TQManager: a practical guide for managing in a total quality organization, mit Jerome P Finnigan
- 2000, Pigeon-holed in the land of penguins, mit Sam Weiss, B. J. Gallagher
- 2001, Is it always right to be right?, mit B. J. Gallagher und Sam Weiss
- 2015, A Peacock in the Land of Penguins mit B. J. Gallagher